# 1608 en philosophie
Chronologie de la philosophie
- 1604
- 1605
- 1606
- 1607
- 1608
- 1609
- 1610
- 1611
- 1612

L’année 1608 a été marquée, en philosophie, par les événements suivants :

## Publications
- Johann Heinrich Alsted :  Cursus philosophici, Herborn, Corvinus.

- Giovanni Botero : Detti memorabili di personnagi illustri, appartenenti al governi di stato, Turin, 1608 & 1614 (lire en ligne).

- Giovanni Battista Della Porta, De distillatione, libri IX, Stamperia Camerale, Roma, 1608 (lire en ligne)

- Marie de Gournay : Bienvenue de Monseigneur le duc d'Anjou.

- Francisco Suárez : De religione.

- Bartholomaeus Keckermann : 
  - Systematis selectorum ius Iustinianeum et feudale concernentium volumen alterum continens quatuor illius partes posteriores. Francofurti ad Moenum: Sauer, Johann Fischer, Peter Erben.
  - Systema rhetorica, in quo artis praecepta plene et methodica traduntur a 1606 privatim propositum in Gymnasio Dantiocano. Hanoviae.

## Naissances
- 28 janvier à Naples : Giovanni Alfonso Borelli (décédé le 31 décembre 1679 à Rome[1]) est un mathématicien, philosophe, astronome, médecin et physiologiste italien. On lui attribue un rôle fondateur dans l'histoire de la physiologie.

## Décès
- John Dee (13 juillet 1527 – 1608 ou 1609) était un célèbre mathématicien, astronome, astrologue, géographe et occultiste britannique. Il a consacré une grande partie de sa vie à l’étude de l’alchimie, de la divination et de l'hermétisme.